# فيكتور زيلبرمان
فيكتور زيلبرمان (بالرومانية: Victor Zilberman)‏ (مواليد 20 سبتمبر 1947) هو ملاكم روماني، مثّل بلاده في الألعاب الأولمبية الصيفية في دورات 1968 و1972 و1976.

## روابط خارجية
فيكتور زيلبرمان على موقع بوكس ريك (الإنجليزية) (registration required)
- فيكتور زيلبرمان على موقع أوليمبيديا (الإنجليزية)
- فيكتور زيلبرمان على موقع اللجنة الأولمبية الرومانية (الرومانية)